# Styvkjol
Styvkjol är beteckningen på en mycket vid, styv underkjol utspänd med en ställning. Den var modern i olika utföranden under olika tidsperioder. 
Exempel på styvkjolar är:
- Krinolin (1800-tal)
- Paniers (1700-tal)
- Vertugall (1500-tal)

Benämningen har särskilt används om 1700-talets styvkjol, paniern.